# Montagnac-d’Auberoche
Montagnac-d’Auberoche település Franciaországban, Dordogne megyében. Lakosainak száma 137 fő (2022. január 1.). Montagnac-d’Auberoche Brouchaud, Limeyrat, Bassillac et Auberoche és Cubjac-Auvézère-Val d'Ans községekkel határos.

## Népesség
A település népességének változása:
| Lakosok száma | 102  | 99   | 111  | 122  | 145  | 147  | 146  | 137  | 135  | 137  |
|               | 1968 | 1982 | 1990 | 2006 | 2013 | 2015 | 2017 | 2019 | 2020 | 2022 |